# Мёрфи, Стефани
Стефани Мёрфи (англ. Stephanie Murphy; род. 16 сентября 1978, Хошимин) — бизнес-консультант, профессор и политик из штата Флорида. Является членом Демократической партии и Палаты представителей США от 7-го избирательного округа, одержав победу над Джоном Миком в 2016 году. Избирательный округ включает в себя большую часть центра и севера города Орландо, а также весь Зимний парк, Мейтленд, Санфорд и Альтамонте-Спрингс.
Стефани Мёрфи — первая женщина из Вьетнама и второй политик вьетнамского происхождения (после республиканца Джозефа Цао из Луизианы), избранная в Конгресс США.

## Биография
Родилась 16 сентября 1978 года в городе Хошимин (ранее Сайгон) во Вьетнаме. В возрасте 6 месяцев родители взяли её с собой, когда бежали из страны после взятия Вьетконгом территории Южного Вьетнама в 1979 году. На пути следования по морю в их лодке закончилось топливо, и они были спасены военно-морским флотом Соединённых Штатов. Её семья осела в Северной Виргинии, где она затем и выросла.
С помощью грантов Клэйборна Пелла и студенческих ссуд прошла обучение в колледже Вильгельма и Марии, получив степень бакалавра экономики. Затем поступила в Джорджтаунский университет, где получила степень магистра наук дипломатической службы.
После терактов 11 сентября 2001 года поступила на службу в Министерство обороны США в должности специалиста по национальной безопасности. Работала руководителем инвестиционных проектов и правительственных инициатив в «Sungate Capital» в Зимнем парке, и профессором по бизнесу в Роллинс-колледже.
3 января 2017 года стала членом Палаты представителей США от 7-го избирательного округа Флориды, одержав победу на выборах над Джоном Миком. Призывала Федеральное бюро расследований расследовать поступавшие сообщения об угрозах взрыва бомб в отношении еврейских объектов. Она вступила в Коалицию синих псов на 115-м Конгрессе США и была назначена одним из трёх сопредседателей в декабре 2018 года на 116-м Конгрессе США.
Замужем, имеет двое детей. Исповедует протестантизм.